# مارغريت كارنغي ميلر
مارغريت كارنغي ميلر (بالإنجليزية: Margaret Carnegie Miller)‏ هي فاعلة خير أمريكية، ولدت في 30 مارس 1897 في نيويورك في الولايات المتحدة، وتوفيت في 11 أبريل 1990 في فيرفيلد في الولايات المتحدة.